# Парламентські вибори в Хорватії 2007
Парламентські вибори в Хорватії відбулися 25 листопада 2007 року в Хорватії і 24 та 25 листопада 2007 за кордоном. Виборча кампанія офіційно стартувала 3 листопада. Президент Хорватії оголосив про початок виборів 17 жовтня і протягом 14 днів було дозволено висувати списки кандидатів.
Вибори пройшли в 10 виборчих округах в Хорватії (кожен з яких делегує 14 членів парламенту), в одному виборчому окрузі для хорватських громадян, які проживають за кордоном (з максимум 12 членами парламенту), і одному виборчому окрузі для національних меншин (8 членів парламенту). Списки кандидатів мають виграти понад 5% голосів, хоча б в одному виборчому окрузі для того, щоб бути представленими в парламенті. В цілому 4 478 386 громадян мали право голосу, 405 092 з яких знаходилися в діаспорі, 280 000 — проживали у Боснії та Герцеговині.
Для запобігання можливих фальсифікацій, таких, як голоси померлих, або повторне голосування в різних місцях, хорвати за межами Хорватії, які мали право голосу повинні були зареєструватися не пізніше ніж за 14 днів до виборів.
У трьох регіонах було проведене повторне голосування 9 грудня 2007, яке не могло і не змінило остаточний результат кількості мандатів, але через це остаточний результат став відомий лише 11 грудня 2007 року.
Урядова правоцентристська Хорватська демократична співдружність отримала відносну перемогу на виборах, але не змогла отримати абсолютну більшість. Опозиційна лівоцентристська Соціал-демократична партія Хорватії добилися кращого результату за свою історію, але не змогла стати найсильнішою партією. Вибори привели до формування другого кабінету Іво Санадера, якого підтримали HDZ, HSS, HSLS та представники національних меншин .
Хорватські політичні партії і незалежні списки офіційно висунули кандидатів і сформували виборчі списки до 30 жовтня. У виборах взяло участь 3585 кандидатів від політичних партій або незалежних списків (22 особи на місце). Існувало 235 партійних списків, 16 незалежних списків і 72 кандидата від національних меншин. 29,93% кандидатів були жінки. Середній вік кандидатів був 43,41 років, 44,70 для чоловіків і 40,40 для жінок. Найстаршим кандидату було 89 років, а наймолодшому 18. Державна виборча комісія підтвердила списки до півночі 2 листопада.
Розподіл місць національних меншин:
- Серби : 3;
- Угорці : 1;
- Італійці : 1;
- Чехи і словаки : 1;
- Австрійці, болгари, німці, поляки, цигани, румуни, русини, росіяни, турки, українці, волохи і євреї : 1;
- Албанці, боснійці, чорногорці, македонці, словенці : 1.

## Результати виборів
Остаточні результати виборів 25 листопада 2007 до парламенту Хорватії (хорв. Hrvatski sabor)
| Партії і коаліції                                                                                            | Партії і коаліції                                                                                            | Голоси                                                                                       | %                                                                                            | Місця | %    | +/– |
| --- | --- | -------------------------------------------------------------------------------------------- | -------------------------------------------------------------------------------------------- | ----- | ---- | --- |
| Хорватська демократична співдружність (Hrvatska demokratska zajednica)                                       | Хорватська демократична співдружність (Hrvatska demokratska zajednica)                                       | 907 743                                                                                      | 36,6                                                                                         | 66    | 43,1 | ±0  |
| Соціал-демократична партія Хорватії (Socijaldemokratska partija Hrvatske)                                    | Соціал-демократична партія Хорватії (Socijaldemokratska partija Hrvatske)                                    | 775 690                                                                                      | 31,2                                                                                         | 56    | 36,6 | +22 |
| «Жовто-зелена коаліція» (Zeleno-žuta koalicija)                                                              | Хорватська селянська партія (Hrvatska seljačka stranka)                                                      | 161 814                                                                                      | 6,5                                                                                          | 6     | 3,9  | –4  |
| «Жовто-зелена коаліція» (Zeleno-žuta koalicija)                                                              | Хорватська соціал-ліберальна партія (Hrvatska socijalno liberalna stranka)                                   | 161 814                                                                                      | 6,5                                                                                          | 2     | 1,3  | ±0  |
| «Жовто-зелена коаліція» (Zeleno-žuta koalicija)                                                              | Приморсько-Ґоранський альянс (Primorsko-goranski savez)                                                      | 161 814                                                                                      | 6,5                                                                                          | 0     | 0,0  | –1  |
| «Жовто-зелена коаліція» (Zeleno-žuta koalicija)                                                              | Демократична партія Загір'я (Zagorska demokratska stranka)                                                   | 161 814                                                                                      | 6,5                                                                                          | 0     | 0,0  | —   |
| «Жовто-зелена коаліція» (Zeleno-žuta koalicija)                                                              | Партія Загір'я (Zagorska stranka)                                                                            | 161 814                                                                                      | 6,5                                                                                          | 0     | 0,0  | —   |
| Хорватська народна партія — ліберал-демократи (Hrvatska narodna stranka - Liberalni demokrati)               | Хорватська народна партія — ліберал-демократи (Hrvatska narodna stranka - Liberalni demokrati)               | 168 440                                                                                      | 6,8                                                                                          | 7     | 4,6  | –4  |
| Демократична асамблея Істрії (Istarski demokratski sabor/Dieta democratica Istriana)                         | Демократична асамблея Істрії (Istarski demokratski sabor/Dieta democratica Istriana)                         | 38 267                                                                                       | 1,5                                                                                          | 3     | 2,0  | –1  |
| Хорватський демократичний альянс Славонії і Барані (Hrvatski demokratski savez Slavonije i Baranje)          | Хорватський демократичний альянс Славонії і Барані (Hrvatski demokratski savez Slavonije i Baranje)          | 44 552                                                                                       | 1,8                                                                                          | 3     | 2,0  | +3  |
| Коаліція | Хорватська партія пенсіонерів (Hrvatska stranka umirovljenika)                                               | 101 091                                                                                      | 4,1                                                                                          | 1     | 0,7  | –2  |
| Коаліція | Демократична партія пенсіонерів (Demokratska stranka umirovljenika)                                          | 101 091                                                                                      | 4,1                                                                                          | 0     | 0.0  | —   |
| Хорватська партія права (Hrvatska stranka prava)                                                             | Хорватська партія права (Hrvatska stranka prava)                                                             | 86 865                                                                                       | 3,5                                                                                          | 1     | 0,7  | –7  |
| Інші | Інші | 184 477                                                                                      | 7,4                                                                                          | 0     | 0,0  | –7  |
| Самостійна демократична сербська партія (Samostalna demokratska srpska stranka) (список національних меншин) | Самостійна демократична сербська партія (Samostalna demokratska srpska stranka) (список національних меншин) | Сумарна кількість голосів не включає дані про виборців від представників національних меншин | Сумарна кількість голосів не включає дані про виборців від представників національних меншин | 3     | 2,0  | ±0  |
| Партія демократичної дії Хорватії (Stranka Demokratske Akcije Hrvatske) (список національних меншин)         | Партія демократичної дії Хорватії (Stranka Demokratske Akcije Hrvatske) (список національних меншин)         | Сумарна кількість голосів не включає дані про виборців від представників національних меншин | Сумарна кількість голосів не включає дані про виборців від представників національних меншин | 1     | 0,7  | ±0  |
| Інші представники національних меншин                                                                        | Інші представники національних меншин                                                                        | Сумарна кількість голосів не включає дані про виборців від представників національних меншин | Сумарна кількість голосів не включає дані про виборців від представників національних меншин | 4     | 2.6  | ±0  |
| Всього | Всього | 2,483,452                                                                                    | 100.0                                                                                        | 153   | 100  | —   |
| Source: Adam Carr's Election Archive [Архівовано 24 травня 2011 у Wayback Machine.]                          | |                                                                                              |                                                                                              |       |      |     |

У ніч виборів після оприлюднення перших результатів було оголошено, голова Хорватської демократичної співдружності заявив, що він говорив з президентом Республіки і що він буде формувати уряд. Через кілька хвилин після цього голова Соціал-демократичної партії повідомив громадськість, що він теж говорив з президентом і що він теж починає формування уряду.
12 грудня було оголошено, що коаліційні переговори між ХДС і ХСП-ХСЛП були близькі до завершення, і шанси ХСП-ХСЛП сформувати коаліцію із СДП були оголошені дуже низькими. Через три дні президент Месич провів другий раунд консультацій із парламентськими партіями і впевнився в тому, що ХДС і ХСП-ХСЛП закінчують свої переговори. Месич допевнився, що Санадер отримає підтримку більшості Сабору і вручив йому мандат на формування уряду. Після цього оголошення Міланович ще раз підтвердив, що СДП досі не відмовилась від формування уряду. Санадер описав таку поведінку як таку, що «не личить демократичним стандартам», і що президент буде мати набагато легшу роботу, якщо СДП просто визнає свою поразку.
Перше засідання новообраного парламенту було призначено на 11 січня 2008  і 12 січня парламент затвердив кабінет Санадера.